# Лесные хомяки
Лесные хомяки (лат. Neotoma) — род грызунов, встречающийся в Северной Америке, в частности на юго-западе США и севере Мексики. Животное размером чуть меньше обыкновенной крысы, с длинным пушистым хвостом.
Лесные хомяки, обитающие поблизости от людей, ведут преимущественно ночной образ жизни. Собирают мелкие предметы для строительства гнезда.

## Виды
Род включает следующие виды:
- Белогорлый лесной хомяк (Neotoma albigula)
- Тамаулипанский лесной хомяк (Neotoma angustapalata)
- Лесной хомяк Антони (Neotoma anthonyi) †
- Лесной хомяк Брайанта (Neotoma bryanti)
- Лесной хомяк Бункера (Neotoma bunkeri) †
- Никарагуанский лесной хомяк (Neotoma chrysomelas)
- Пышнохвостый лесной хомяк (Neotoma cinerea)
- Аризонский лесной хомяк (Neotoma devia)
- Восточный лесной хомяк (Neotoma floridana)
- Темноногий лесной хомяк (Neotoma fuscipes)
- Лесной хомяк Гольдмана (Neotoma goldmani)
- Пустынный хомяк (Neotoma lepida)
- Neotoma leucodon
- Neotoma macrotis
- Neotoma magister
- Санмартинский лесной хомяк (Neotoma martinensis) †
- Мексиканский лесной хомяк (Neotoma mexicana)
- Равнинный лесной хомяк (Neotoma micropus)
- Лесной хомяк Нельсона (Neotoma nelsoni)
- Халисканский лесной хомяк (Neotoma palatina)
- Сонорский пустынный хомяк (Neotoma phenax)
- Лесной хомяк Стефенса (Neotoma stephensi)